# Vassil Vassilko
Vassil Vassilko (en ukrainien Василько Василь Степанович, 1893-1972) était un acteur ukrainien qui fut récompensé par le titre d'artiste du peuple de l'URSS.

## Historique
Il se produit, de façon professionnelle, en 1912 au théâtre Mykolaï Sadovsky de Kiev. En 1922 et 1923 il dirige le théâtre Kamenyari de Kiev puis de 1933 à 1938 il est directeur artistique du théâtre dramatique de Staline. De 1943 à 1948, il dirige le théâtre musical et dramatique de Tchernivtsi.

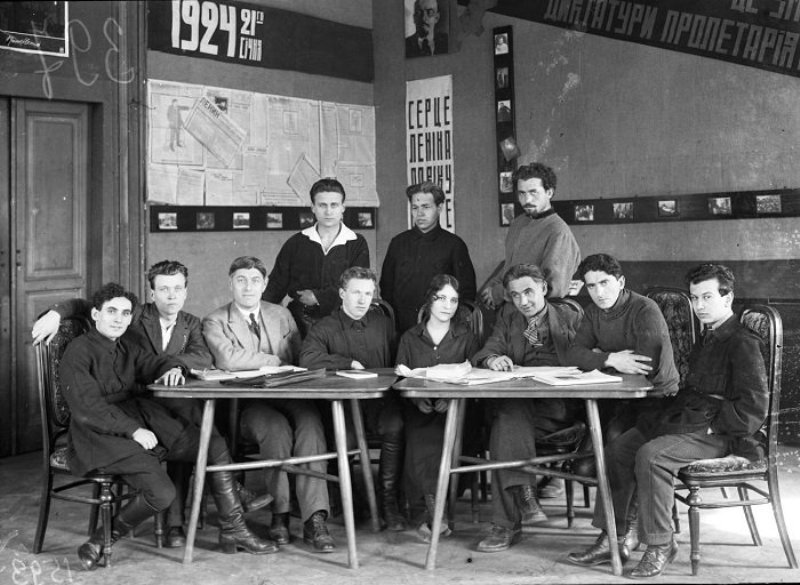
Zinaïda Pihoulovitch assise au centre, de gauche à droite Yanuariy Bortnyk, Vassil Vassilko, Boris Tiagno, dans les années 1920 directeurs du Théâtre Berezil.